# Wide Awake in America
Albums de U2
The Unforgettable Fire
(1984) The Joshua Tree
(1987)
Wide Awake in America est un maxi du groupe rock irlandais U2, sorti le 10 juin 1985 sous le label Island Records. Placé entre The Unforgettable Fire et The Joshua Tree dans la discographie de la formation dublinoise, ce EP est composé de 4 chansons : deux live et deux en studio. Il est produit par Brian Eno, Daniel Lanois, Tony Visconti (connu pour son travail avec David Bowie ou les Stranglers) et U2. Il a été publié à l'origine uniquement en Amérique du Nord et au Japon, mais tant d'exemplaires se retrouvèrent en Angleterre qu'il réussit à entrer dans les charts du pays en juillet 1985 où il passa 16 semaines, ratant de peu le Top 10. En France, le disque est sorti en 1987. À ce jour, Wide Awake in America s'est vendu à environ deux millions d'exemplaires à travers le monde.

## Contenu
C'est un mini-album moitié live/moitié studio composé de 4 chansons uniquement. On y trouve Bad et A Sort of Homecoming, titres issus de l'album The Unforgettable Fire interprétés sur scène et deux nouveaux morceaux . Voici le contenu de ce maxi : 
- Bad (qui parle des ravages de l'héroïne) a été réalisé par le groupe et enregistré en direct du National Exhibition Centre, à Birmingham, en Angleterre, le 12 novembre 1984, dans le cadre du Unforgettable Fire Tour. Cette version live dure 8 minutes, soit environ deux de plus que celle de l'album. Bono (chant et guitare) et The Edge (clavier) en concert à Sydney lors du  Unforgettable Fire Tour  en 1984.

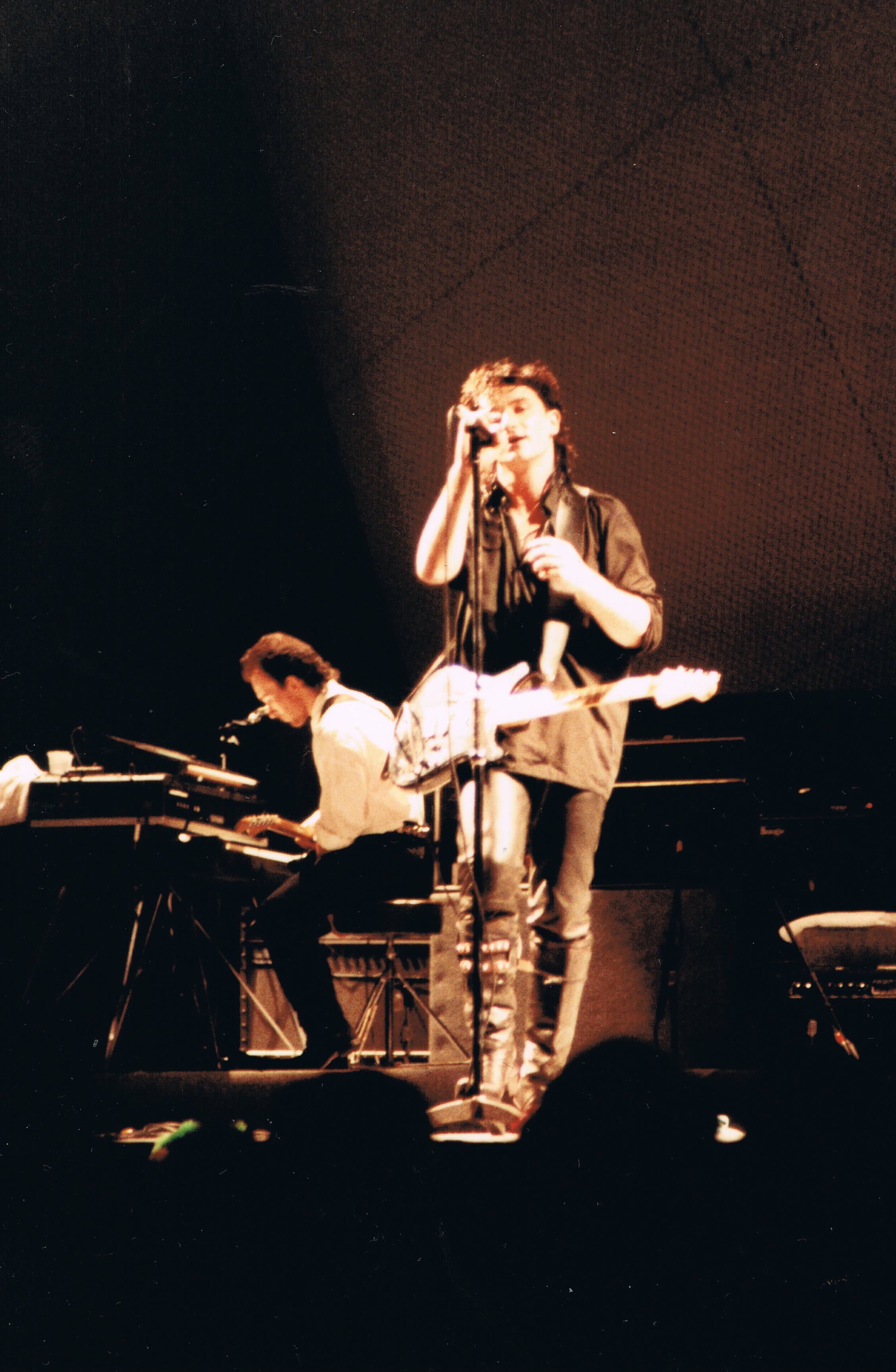
Bono (chant et guitare) et The Edge (clavier) en concert à Sydney lors du Unforgettable Fire Tour en 1984.

- A Sort of Homecoming a été enregistré en direct du Wembley Arena à Londres, le 15 novembre 1984. Cette chanson a été produite pendant un soundcheck avec la foule, les bruits quant à eux, ont été mixés plus tard au studio Good Earth de Tony Visconti.
- Enfin, les deux chansons studios (des face-B du 45 tours The Unforgettable Fire issus de l'album du même nom), présentent les deux visages de U2 à cette époque. Three Sunrises, accompagné de quelques guitares dissonantes du meilleur effet[4] est un rock héroïque. « C'est l'une des meilleures prises de U2 » concluait le journaliste et critique musical Neil McCormick de Hot Press[5]. La balade Love Comes Tumbling propose quant à elle une lecture plus ambiante de la musique des Irlandais. Les deux titres se retrouveront quelques années plus tard en face-B du Best of 1980-1990 du groupe, publié en 1998. Seul Love Comes Tumbling connaitra une version différente avec un début légèrement raccourci.

En conclusion, Wide Awake in America n'est pas totalement intimiste, mais inévitablement atmosphérique. Assez original dans sa conception, ce EP  ne sera pas sans lendemain, avec la sortie 3 ans plus tard de l'album mi-live/mi-studio Rattle and Hum et ses 17 chansons.

## Pochette
La pochette du EP est une photographie en noir & blanc montrant Bono sur scène, bras levés, micro en main. Elle est réalisée par Matt Mahurin. En seconde de couverture, on voit quatre photos individuelles des membres du groupe.

## Anecdote
L’expression Wide Awake (« Bien Réveillé ») est tirée de la chanson Bad de l'album The Unforgettable Fire. C’est la deuxième fois que U2 utilise des paroles de chanson pour donner un titre à un live(précédemment c'était New Year's Day pour l'album live Under a Blood Red Sky).

## Réception critique
Stephen Thomas Erlewine d'AllMusic, estime que ce EP de 4 titres s'adresse aussi bien « aux collectionneurs sérieux » qu'aux fans de U2. Il poursuit en disant que les deux titres lives « démontrent à nouveau le talent indéniable de U2 pour rendre les concerts captivants. »  De son côté, Bill Wyman d' Entertainment Weekly conseille d'« écouter la version live de Bad. »  Enfin, pour Robert Christgau, c'est un disque modeste, sans prétention. « Humilité héroïque, à prendre ou à laisser. ».

## Liste des titres
1. Bad (live)  8:00
2. A Sort of Homecoming (live)  4:07
3. Three Sunrises   3:53
4. Love Comes Tumbling   4:46[19]

## Classements et certifications
| Pays        | Meilleure position | Certification | Ventes   |
| ----------- | ------------------ | ------------- | -------- |
| Canada      |                    | Platine       | 100 000+ |
| Royaume-Uni | 11                 | Argent        |          |
| États-Unis  | 37                 | Platine       |          |

| 1985 | The Three Sunrises | 16 |

## Remasterisation
Les titres remastérisés de Wide Awake in America sont intégrés dans un second CD comprenant chansons inédites et faces B, du coffret anniversaire de The Unforgettable Fire sorti fin octobre 2009. L'EP est réédité aussi en vinyle le 13 avril 2018.

## Crédits
- Bono – chant
- The Edge – guitare, claviers, chœurs
- Adam Clayton – basse
- Larry Mullen, Jr. – batterie, percussions